# Jimmy Miller
Jimmy Miller (23. března 1942 – 22. října 1994) byl americký producent a hudebník. Za svoji kariéru produkoval alba pro desítky různých kapel a umělců, je pro svou práci spojen s několika klíčovými hudebními osobnostmi šedesátých a sedmdesátých let. Vstoupil do povědomí díky spolupráci s různými skupinami a zpěváky jako např. se Stevem Winwoodem, Spencer Davis Group, Traffic nebo Blind Faith. Nejvíce se proslavil produkcí alba skupiny The Rolling Stones na přelomu šedesátých a sedmdesátých let. Pro Rolling Stones produkoval alba, která se řadí mezi nejúspěšnější alba skupiny: Beggars Banquet (1968), Let It Bleed (1969), Sticky Fingers (1971), Exile on Main St. (1972), Goats Head Soup (1973). Po boji s drogovou závislostí začal pracovat s kapelou Motörhead a produkoval až do své smrti v roce 1994.

## Diskografie
| Rok  | Umělec                     | Název alba                |
| ---- | -------------------------- | ------------------------- |
| 1967 | Traffic                    | Mr. Fantasy               |
| 1968 | Spooky Tooth               | It's All About            |
| 1968 | Traffic                    | Traffic                   |
| 1968 | The Rolling Stones         | Beggars Banquet           |
| 1969 | Spooky Tooth               | Spooky Two                |
| 1969 | Traffic                    | Last Exit                 |
| 1969 | The Rolling Stones         | Let It Bleed              |
| 1969 | Blind Faith                | Blind Faith               |
| 1970 | Delaney & Bonnie & Friends | On Tour with Eric Clapton |
| 1970 | Ginger Baker's Air Force   | Ginger Baker's Air Force  |
| 1970 | Sky                        | Don't Hold Back           |
| 1970 | Sky                        | Sailor's Delight          |
| 1971 | The Rolling Stones         | Sticky Fingers            |
| 1972 | The Rolling Stones         | Exile on Main St.         |
| 1972 | Kracker                    | La Familia                |
| 1972 | Bobby Whitlock             | Raw Velvet                |
| 1973 | The Rolling Stones         | Goats Head Soup           |
| 1973 | Kracker                    | Kracker Brand             |
| 1975 | Locomotiv GT               | All aboard                |
| 1979 | Trapeze                    | Hold On                   |
| 1979 | Motörhead                  | Overkill                  |
| 1979 | Motörhead                  | Bomber                    |
| 1980 | Plasmatics                 | New Hope for the Wretched |
| 1991 | Primal Scream              | Screamadelica             |